# Jozef Olej
Jozef Olej (* 3. února 1953) je slovenský právník a vysokoškolský učitel, bývalý československý politik Komunistické strany Slovenska (později Strany demokratické levice) a poslanec Sněmovny národů Federálního shromáždění po sametové revoluci.

## Biografie
K roku 1990 se profesně uvádí jako vedoucí katedry trestního práva Právnické fakulty Univerzity Pavla Jozefa Šafárika v Košicích, bytem Košice.
V lednu 1990 zasedl v rámci procesu kooptací do Federálního shromáždění po sametové revoluci do slovenské části Sněmovny národů (volební obvod č. 134 - Košice I, Východoslovenský kraj) jako poslanec za KSS, reprezentující novou garnituru komunistických politiků, nezatíženou výraznější politickou angažovaností během normalizace. Mandát obhájil za KSS ve volbách roku 1990, přičemž později přešel do klubu formace SDĽ, do níž se na Slovensku transformovala komunistická strana. Opětovně byl zvolen za SDĽ ve volbách roku 1992. Ve Federálním shromáždění setrval do zániku Československa v prosinci 1992.
Na sjezdu KSS v prosinci 1989 se uvádí jako člen Výkonného výboru Ústředního výboru Komunistické strany Slovenska. Později působil dál jako učitel na košické univerzitě a jako advokát. Do roku 2008 zasedal v předsednictvu Slovenské advokátské komory (dočasně komoru i vedl a kandidoval na jejího předsedu). Pak rezignoval kvůli nesouhlasu s děním v komoře. Pro vysvětlení svých postojů si tehdy zaplatil celostátní reklamní prostor v deníku Sme.